# Bambi
 For alternative betydninger, se Bambi (flertydig). (Se også artikler, som begynder med Bambi)
Bambi er en amerikansk animeret dramafilm fra 1942, som er produceret af Walt Disney Productions og udgivet af RKO Radio Pictures. Filmen er baseret på den østrigske Felix Saltens roman Bambi, et liv i skoven (org. titel Bambi, ein Leben im Walde) fra 1923, og er den femte i rækken af Disneys klassikere.
Filmen havde premiere i USA den 13. august 1942, hvor den modtog overvejende positive anmeldelser, men også kritik om et manglende fantasi-element og om det dramatiske aspekt omhandlende portrætteringen af dyrenes barske levevilkår og kamp for overlevelse. Billetindtjeningen blev en stor skuffelse, da 2. verdenskrig gjorde det umuligt at få filmen udbredt til de europæiske og asiatiske markeder, men en betydelig profit blev lavet ved filmens gentagne genudgivelser i biograferne i 1947, 1957, 1966, 1975, 1982 og 1988. Genudgivelserne har gjort at filmen siden er vokset i anerkendelse, og filmen blev i 2011 tilføjet til de forenedes staters nationale filmregister, National Film Registry af Library of Congress, da de bedømte den til at være "kulturel, historisk og æstetisk betydningsfuld"..
Bambi blev nomineret til i alt tre Oscars; for bedste sang, bedste filmmusik og bedste lyd.
En direkte-til-video efterfølger, Bambi 2, udkom i 2006 og i januar 2020 blev det annonceret at en hyperrealistisk animeret version af filmen var under produktion.

## Handling
Efter en regnfuld nat vækkes alle skovens dyr tidligt om morgen, da nyheden om at skovens nye prins er blevet født, spreder sig. Dyrene samles omkring råhinden, der fremviser sin nyfødte søn, der får navnet Bambi, som en dag skal overtage sin fars plads som konge af skoven og beskytter af skovens dyr. Bambi bliver hurtigt venner med den energiske og muntre kanin Stampe, som lærer Bambi at gå og tale. Bambi følger sin mor overalt, mens han vokser op. Han møder også stinkdyret Blomst, og råkiddet Feline. Bambi er nysgerrig og videbegærlig og han stiller mange spørgsmål om verdenen til sin mor, som lærer ham om farerne ved at være et dyr af skoven. En dag mens Bambi og hans mor græsser på engen ser Bambi Kongen, men han ved endnu ikke at han er hans far. Som kongen vandrer op mod skoven, fornemmer han "menneskets" tilstedeværelse og han skynder sig ned til flokken af hjorte og andre dyr og advarer dem, og får dem i sikkerhed. Bambi bliver i postyret adskilt fra sin mor, og kongen kommer ham til undsætning og hjælper ham i skjul og han genforenes med sin mor.
Under Bambis første vinter leger han i sneen med Stampe, mens Blomst sover i hi. Efter vinteren drager Bambi og hans mor atter ud på engen, men pludselig fornemmer morens menneskets tilstedeværelse og hun og Bambi flygter tilbage mod skoven. Tilbage i krattet venter Bambi på sin mor, men hun kommer ikke og Bambi begiver sig ud for at lede efter hende. Kongen dukker pludseligt op og fortæller at Bambis mor er blevet taget af jægeren og ikke kommer tilbage. Han tager herefter Bambi med sig.
Da foråret springer ud i skoven er Bambi blevet voksen, og han genforenes med Stampe og Blomst, og trioen advares af en gammel ugle om det "kuller" som alle skovens dyr får i foråret. Trioen synes det er noget pjat, men snart finder Stampe og Blomst hver deres mage. Bambi støder snart på Feline, og de bliver et par. Bambi bliver dog snart udfordret en ældre buk, som forsøger at tage Feline fra ham. Bambi overvinder til sidst bukken og retten til Feline.

Samme nat bliver Bambi vækket ved lugten af røg, og han følger røgen til en stor lejr. Bambis far møder ham og fortæller at mennesket har indtaget skoven og at de må flygte. Bambi finder snart Feline omringet af gøende hunde og han får dem jaget væk. Han bliver ramt af skud fra mennesket, men overlever. I mellemtiden har menneskets bål spredt sig og skabt en skovbrand og skovens dyr må flygte. Bambi, hans far og Feline og resten af skovens dyr søger tilflugt på en flodbred. Det efterfølgende forår føder Feline to tvillingekid, mens Bambi indtager sin plads som skovens nye konge fra sin far.

## Medvirkende

### Danske stemmer
| Rolle                      | Stemme |
| -------------------------- | --- |
| Bambi (barn)               | Jimmy Roger Augustesen |
| Bambi (voksen)             | Claus Ryskjær |
| Skovens Konge (Bambis far) | Ole Wisborg |
| Bambis mor                 | Kate Mundt |
| Stampe (barn)              | Christian Nissen |
| Stampe (voksen)            | Bent Warburg |
| Stampes mor                | Kirsten Rolffes |
| Blomst (barn)              | Lise Prehn |
| Blomst (voksen)            | Kate Mundt |
| Feline (barn)              | Vibeke Houlberg |
| Feline (voksen)            | Ann-Mari Max Hansen |
| Felines mor                | Kirsten Rolffes |
| Uglen                      | Keld Markuslund |
| Egern                      | Claus Ryskjær |
| Samt                       | Ann-Mari Max Hansen Christian Nissen Jimmy Roger Augustesen Kate Mundt Kirsten Rolffes Lise Prehn Mai Britt Hastrup Nanette Hastrup Vibeke Houlberg |

## Produktion
Historien om Bambi blev først fortalt i Bambi, ein Leben im Waldefra 1923. Bogens forfatter, Felix Salten, blev født Siegmund Salzmann i Budapest, men voksede op i Wien. Hans bøger fortæller om hjorte og de udfordringer, de skal igennem. Bøgerne blev oversat til engelsk i 1928.
Filmens dyr er tegnet naturalistisk, ingen af dem er karikerede, og man ser ingen mennesker.
Filmen havde samme høje budget som Snehvide og de syv dværge og Pinocchio.
Bambi og Stampe er brugt i tegneserier som bifigurer i skovuniverset ofte sammen med Chip og Chap.
Der blev også lavet sovjetiske film om Bambi, "Detstvo Bambi» (Bambis barndom) og "Junost Bambi" (Bambis ungdom"), begge filmet med levende dyr og aktører. Filmene havde premiere hhv. i 1985 og 1986.
Salten skrev en fortsættelse af bogen om Bambi, "Bambis Kinder, eine Familie im Walde".

## Udgivelse
Bambi blev udgivet i biograferne (USA) i 1942, under Anden verdenskrig, og var Disneys femte fuld længdes animationsfilm. Bambi blev gen-udgivet i biograferne i 1947, 1957, 1966, 1975, 1982 og 1988. Den blev lavet til hjemmevideo i 1989. Selv på hjemmevideo har Bambi adskillige udgivelser, de to VHS udgivelser i 1989 (Classics Version) og 1997 (Masterpiece Collection Version) og senest en digitalt-remastered og restaureret Platinum Edition DVD. Platinum Edition DVD'en gik på moratorium den 31. januar 2007.
Bambi blev udgivet i Diamond Edition on 1. marts 2011, bestående af en Blu-ray og DVD combo pakke. Ifølge Cinema Blend, er denne udgivelse sat til at indeholde adskillige bonus materiale som ikke tidligere var til at finde på Bambi hjemme udgivelser: en dokumentar kaldet "Inside Walt’s Story Meetings "– Enhanced Edition, to slettede scener, en slettet sang, et billedgalleri, og et spil kaldet "Disney’s Big Book of Knowledge: Bambi Edition". Udgivelsen vil også markere den første brug af "Disney Second Screen", en funktion som er bruges via en computer eller iPad app download som synkronisere sammen med Blu-ray disken som giver brugeren mulighed for at følge med ved at interagere med animerede flip-bøger, gallerier og trivia mens man ser filmen. En UK version af Diamond Edition var udgivet den 7. februar 2011.

## Modtagelse
Bambi tabte penge ved billetindtægterne ved den første premiere, men genvandt dens overvejende tab ved 1947 genudgivelsen. Dette var på grund af timingen af premieren, under Anden verdenskrig og dette ramte filmens salg af billetter. Filmen gjorde det det ikke så godt ved billetsalget i U.S.A, og studiet havde ikke længere adgang til mange europæiske markeder der gav en stor portion af dens profitter. Roy Disney sendte et telegram til sin bror Walt efter New York åbningen af filmen som sagde: "Levede op til vores levn figur med $4,000. Kom lige fra Music Hall. Ude af stand at til lave en aftale at blive den tredje ude...Natteforretninger er vores problem."
Samtidig med filmens udgivelse modtog Bambi negative bedømmelser fra kritikerne, hovedsageligt på grund af den realistiske animation af dyrene, og historien om de onde mennesker i historien. Jægere talte imod filmen. De sagde: "en fornærmelse af amerikanske sportsmænd." The New York Times påstod: "I jagten på perfektion, har hr. Disney været faretruende tæt på at smide hele fantasien væk fra tegnefilms verdenen." Filmkritiker Manny Farber kaldte det "helt ubehagelig" og var enig med New York Times erklæring sigende, "I et forsøg på at overtrumfe realismen af kød og blod film, har han opgivet fantasi, hvilket var stort set det magiske element." Men kritikken levede kun ganske kort, og det finansielle underskud fra dens første udgivelse var gjort op adskillige gange i den efterfølgende genudgivelse.
I dag anses filmen som en klassikker. Filmen har en 91% "Fresh" bedømmelse fra kritikkere på Rotten Tomatoes. Kritikkere Mick Martin og Marsha Porter kalder filmen "...kronen på værket hos Walt Disneys animations studio." I juni 2008 afslørede American Film Institute dets "10 Top 10" — de bedste 10 film i 10 klassiske amerikanske film genre – efter en rundspørge på over 1,500 fra det kreative miljø. Bambi blev anerkendt som den tredje bedste film i animationsgenren. Den er også listet som Top 25 Skræk film nogensinde af Time magazine. Bambi, Time erklærer, "har en grundlæggende chok, der stadig plager ældre som så den 40, 50, 65 år siden."

### Eftermæle
Off-screen skurken er blevet placeret som Nr. 20 på AFI's Liste af Helte og Skurke.
John Williams påstod at Frank Churchills temamusik for "man" (hvilket består af 3 simple toner) var en af de inspirationers for tema musikken i Dødens gab (hvilket består af to toner).
Tidligere Beatle Paul McCartney har nævnt skydningen af Bambis mor som grunden til hans interesse for dyrerettigheder.
Kort efter filmens premiere lod Walt Disney sine dyr optræde i offentlige brandforebyggelsesampagner. Men Bambi var kun udlånt til regeringen for et år, så et nyt symbol var nødvendigt. Det blev Smokey Bear. Bambi og hans mor laver også en cameo optræden i den satiriske 1955 Anders And tegnefilm No Hunting: drikende fra en kilde, bliver hjortene forskrækket af en pludselig strøm af øldåser og andet affald, og Bambis mor fortæller ham: "Mand er i skoven. Lad os smutte."
I december 2011, Var Bambi blandt valgte film for bevaring i Library of Congress' National Film Registret. I dens induktion, Registret sagde at filmen var en af Walt Disneys favoritter og den har været "anerkendt for sin veltalende budskab om naturbeskyttelse."

### Anerkendelser
Academy Awards
- 1943: Nomineret: "Best Music, Original Song" – Frank Churchill (musik) og Larry Morey (tekst), for sangen "Love Is a Song".
- 1943: Nomineret: "Best Music, Scoring of a Dramatic or Comedy Picture" – Frank Churchill og Edward H. Plumb
- 1943: Nomineret: "Best Sound, Recording" – C.O. Slyfield (Walt Disney SSD)

Genesis Awards
- 1988: Vandt: "Feature Film – Classic"

Golden Globes
- 1948: Vandt: "Special Award" – Walt Disney, for at have en indflydelse indenfor underholdning, for den hinduistiske version af filmen.

Satellite Awards
- 2005: Nomineret: "Outstanding Youth DVD" (Disney Special Platinum Edition).

## Fortsættelse
Bambi II blev udgivet som en midquel efterfølger til Bambi. Sat i midten af Bambi, det viser den store fyrste af Skoven som kæmper for at opdrage den moderløse Bambi og Bambi tvivler på sin fars kærlighed. Filmen blev udgivet direkte-til-video den 7. februar 2006. Mens filmen var en direkte-til-video udgivelse i USA og andre lande, herunder Canada, Kina, Hong Kong, Japan og Taiwan, var det en biografpremiere i nogle lande, herunder Australien, Østrig, Brasilien, Den Dominikanske Republik, Frankrig, Mexico, UK og visse andre europæiske lande.

## Ophavsretten
Ophavsretten til Bambi, A Life in the Woods blev arvet af Anna Wyler, Saltens datter, der fornyede dem i 1954. Efter hendes død, solgte Wylers mand rettighederne til Twin Books, et forlag der efterfølgende førte en retssag mod Disney, de beskyldte Disney for at skylde dem penge til den fortsatte licens til brug af bogen, Disney forsvarede sig ved at hævde, at Salten havde offentliggjort historien i 1923 uden en meddelelse om ophavsret, og blev således straks indført i det offentlige domæne. Disney hævdede også, at hvis den påståede 1923 udgivelsesdato var korrekt, så ville ophavsret fornyelsen indgivet i 1954 blevet registreret efter fristens udløb og var dermed ugyldig. Domstolende gav i første omgang med medhold med Disney; men i 1996 vendte niende Circuit Court afgørelsen i appelsagen.